# Пузіно (Єврейська автономна область)
Пузіно (рос. Пузино) — село у Октябрському районі Єврейської автономної області Російської Федерації.
Входить до складу муніципального утворення Амурзетське сільське поселення. Населення становить 729 осіб (2010).

## Історія
Згідно із законом від 26 листопада 2003 року органом місцевого самоврядування є Амурзетське сільське поселення.

## Населення
| 2002 | 2010 |
| ---- | ---- |
| 922  | ↘729 |